# 陈岳琪
陈岳琪（1965年12月—），浙江余姚人，中國共產黨黨員、中共軍事人物、政治人物，2015年7月晉升海軍少將军衔。其後升任海軍中將

## 生平
曾供職于南海舰队某驱逐舰支队、歷仼辽宁舰航母编队（91181部队）司令员、廣西省軍區司令員兼軍區黨委書記
 。2020年3月，转任联勤保障部队副司令员。2023年6月，升任东部战区副司令员。